# کانی هامان
کانی هامان (دانمارکی: Conny Hamann؛ زادهٔ ۱۶ سپتامبر ۱۹۶۹) بازیکن هندبال اهل دانمارک بود.
از افتخارات وی میتوان به کسب مدال طلا به‌همراه تیم ملی هندبال زنان دانمارک در بازی‌های المپیک تابستانی ۱۹۹۶ اشاره کرد. 